# Regionalismo valenciano

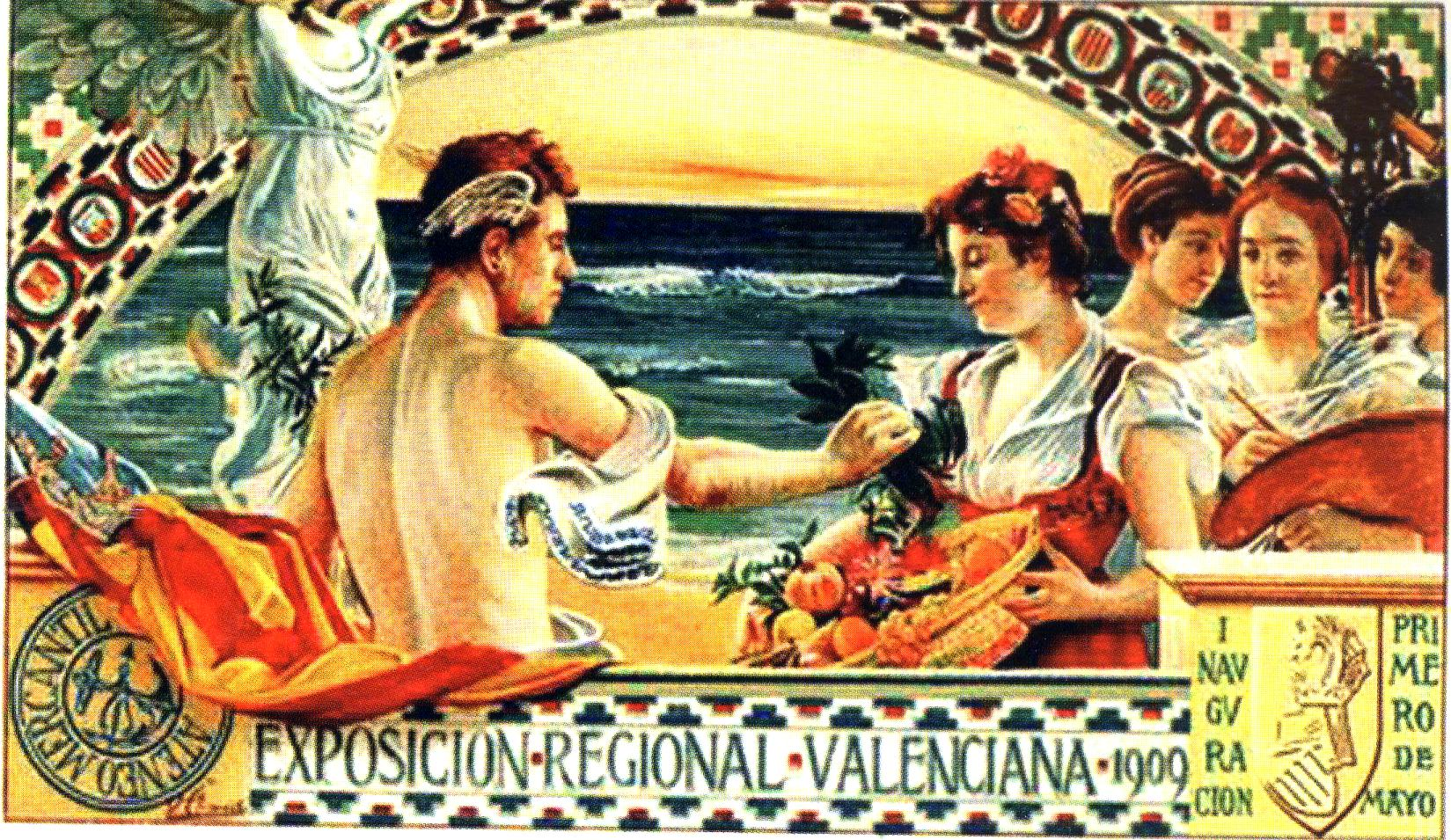
Cartel anunciador de la Exposición Regional Valenciana de 1909 en el que aparecen algunos de los «motivos» sobre los que se construyó el discurso regionalista valenciano, como las naranjas.

El regionalismo valenciano, o valencianismo, es un movimiento cultural y político que defiende la existencia de unos rasgos identitarios comunes de las tres provincias (de Alicante, de Castellón y de Valencia) en que quedó dividido a partir de 1833 el territorio del antiguo Reino de Valencia y que constituirían la «región valenciana» dentro de la «nación española», que en absoluto se cuestiona, a diferencia del nacionalismo valenciano o valencianismo político que las considera integrantes de una «nación» designada generalmente con el término País Valenciano (País Valencià). Como ha destacado el historiador Ferran Archilés, «las identidades regionales se convirtieron en elementos centrales de la construcción identitaria de las naciones, de sus imaginarios. Región y nación, pues, lejos de entrar en contradicción se completaban, una era el apoyo de la otra. [...] Este fue precisamente el caso valenciano, de ninguna manera una excepción. A lo largo de todo el primer tercio del siglo XX —en realidad desde décadas anteriores— se produjo un intenso proceso de construcción de la identidad regional valenciana, un proceso de imaginación o de invención de la identidad valenciana entendida como identidad regional en el marco de la construcción de la identidad nacional española».
Se distingue del nacionalismo valenciano en que no defiende el reconocimiento oficial del valenciano y en que no reclama el autogobierno. Como mucho los regionalistas han reivindicado la descentralización administrativa del Estado español y, en algunos casos, el reconocimiento del Derecho Foral Valenciano.

## Orígenes: la Restauración (1875-1931)

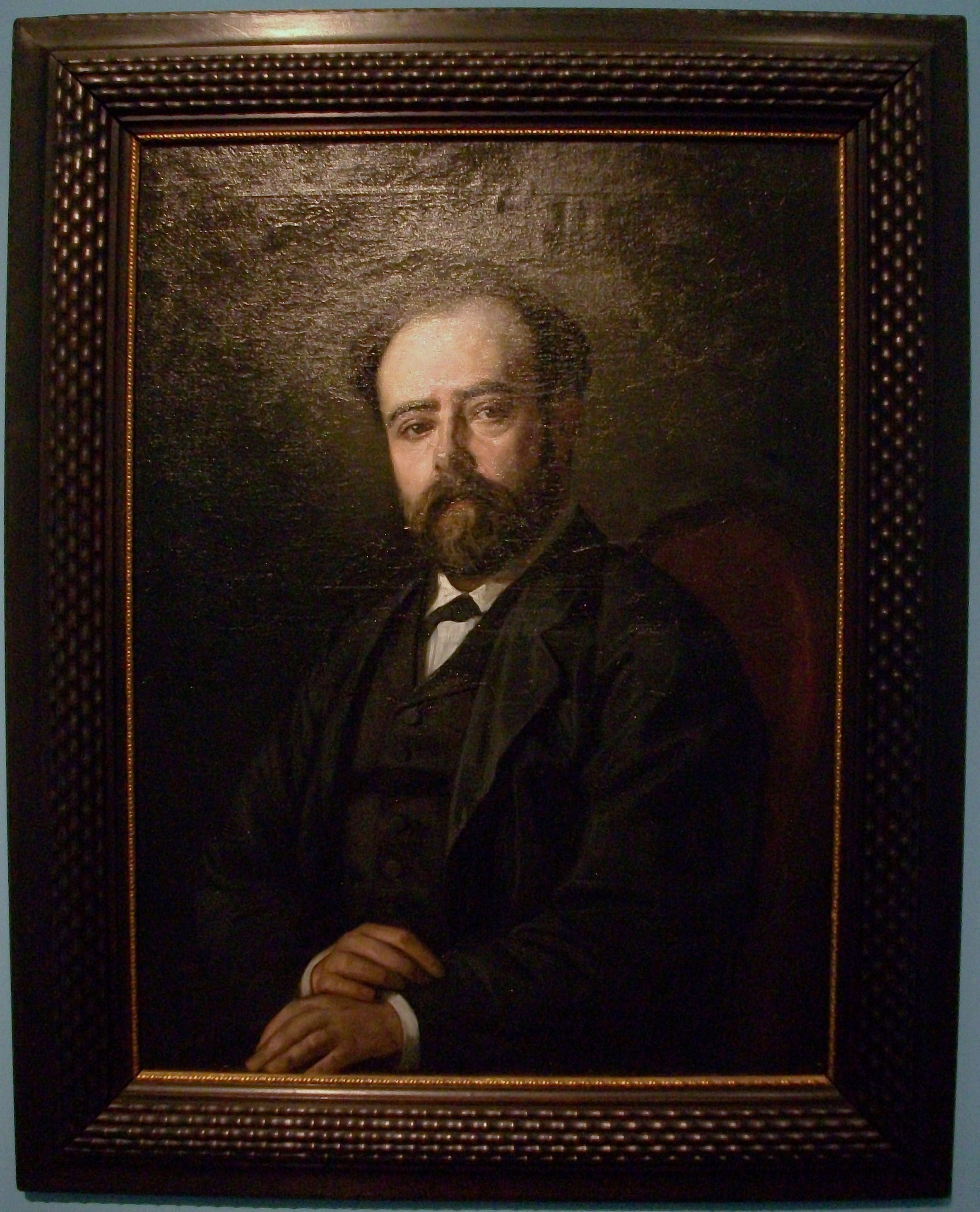
Teodor Llorente Olivares.

A partir de 1808, los sectores liberales, de gran influencia en el territorio del antiguo Reino de Valencia, difundieron un imaginario sobre la identidad de marcado carácter nacionalista español que rompió con cualquier concepción identitaria previa, puesto que la desaparición del Reino cien años antes provocó que los marcadores etnosimbólicos de los valencianos estuvieran formados por una memoria compartida de alcance desigual, una lengua distinta a la oficial y un gentilicio común, el de valencianos, que oficialmente sólo correspondería a los habitantes de la Provincia de Valencia a partir de la División territorial de España de 1833. Es en este contexto en que nacería la concepción de la identidad «regional» valenciana en sus rasgos básicos, que a día de hoy todavía perduran.
El regionalismo valenciano nace a partir de la Renaixença literaria. El movimiento valenciano se caracterizó por el predominio de una ideología conservadora y folklórica, encarnada en la figura de Teodor Llorente, el exponente de mayor calidad literaria del momento y líder del movimiento, quien entendía la valencianidad desde una óptica supeditada a la idea de Nación Española. Si bien es a partir de la Renaixença que empieza el proceso de construcción simbólica de la identidad «regional» valenciana, esta se fijaría entre 1878 (con la fundación de Lo Rat Penat) y la Exposición Regional Valenciana de 1909, momento en el cual el regionalismo valenciano se consolida, y su imaginario comienza a difundirse entre grupos sociales muy amplios.

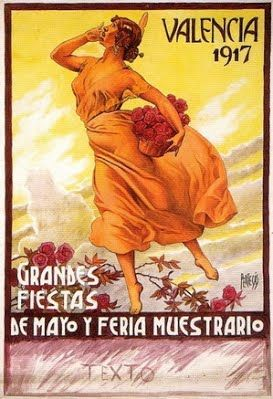
Cartel de la Feria-Muestrario de Valencia de 1917.

«Hacia esta última fecha [1909] el repertorio de materiales que habían de servir para construir el imaginario de la identidad regional estaba prácticamente completo. Se trataba de una serie de materiales culturales que construyeron una (auto)representación de la identidad regional... De la producción paisajística  —con Sorolla al frente— a la novela de Blasco Ibáñez; de la consolidación de un relato histórico a la fijación del patrimonio; de los motivos arquitectónicos y decorativos (con el modernismo o el historicismo) a la música (con Salvador Giner o el maestro Serrano); de las fiestas populares —las Fallas ahora reiventadas— a la fundación de bandas de música; del sainete al cine, y no en último lugar, hay que recordar que es el momento de la eclosión de la naranja convertida inmediatamente en referente económico y simbólico, metonímico del país. Quizá solo falta el fútbol, que es posterior...», ha afirmado Ferran Archilés. Este mismo historiador ha subrayado que ninguno de estos referentes «entraba en contradicción con la identidad nacional española, antes al contrario servirían —como haría explícito el primer verso del himno de la exposición regional de 1909: Para ofrendar nuevas glorias a España— como aportación a la identidad nacional. De hecho cabe recordar una ausencia significativa: el valenciano ocupaba un lugar menor, puramente simbólico».

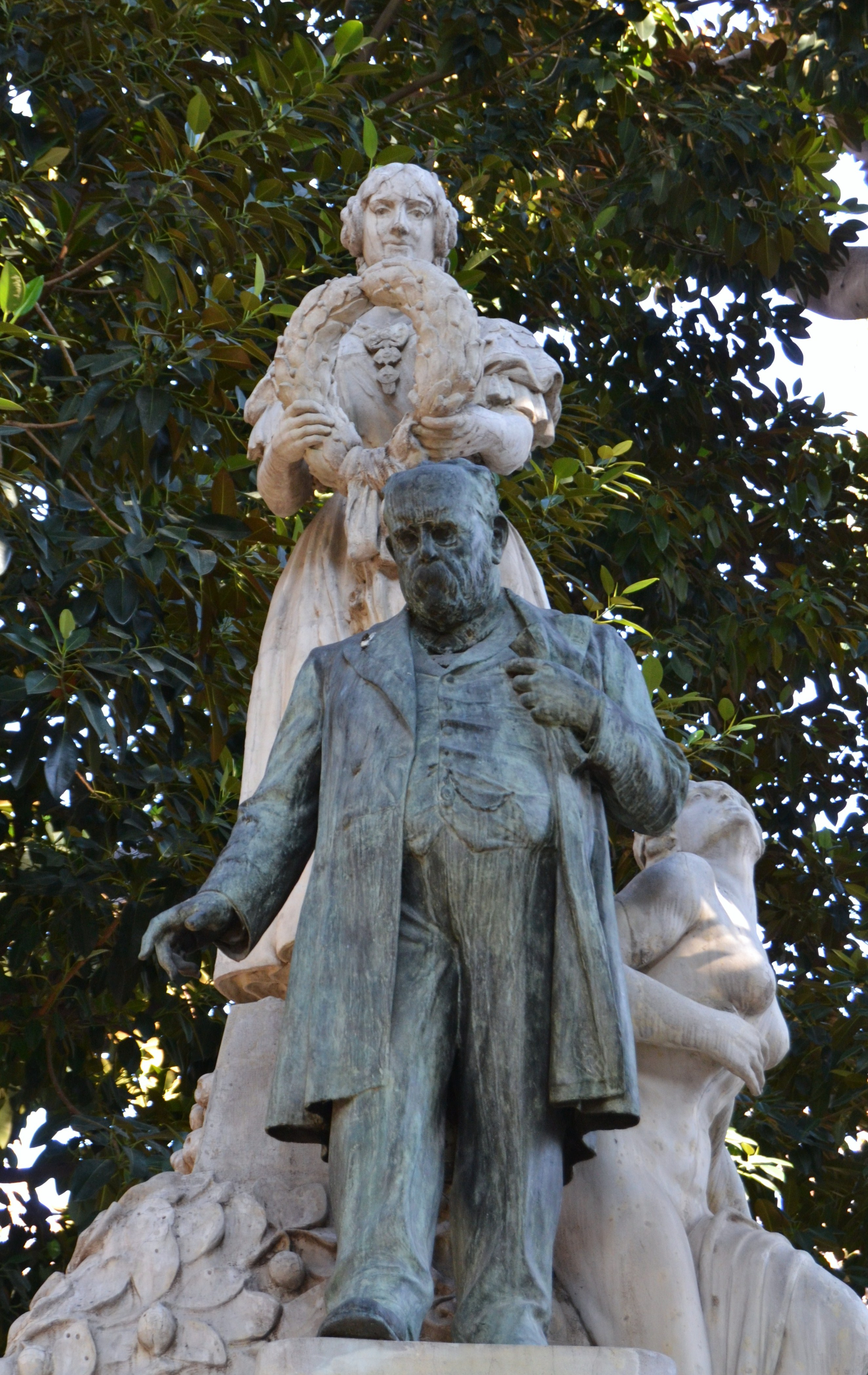
Monumento a Teodor Llorente en la Gran Vía del Marqués del Turia de Valencia (1924). Una mujer ataviada con el traje tradicional valenciano se dispone a condecorar al poeta con una corona de laurel.

La identidad regional arraigó en amplios sectores de las clases populares hasta convertirse en hegemónica, sobre todo en la provincia de Valencia (las identidades «provinciales» de Castellón y especialmente de Alicante entraron en colisión con ella), gracias a que las fuerzas políticas valencianas mayoritarias, conservadoras y republicanas, no solo asumieron su discurso identitario y simbólico, aunque desde posiciones contrapuestas, sino que también contribuyeron a él. El republicanismo blasquista lo hizo construyendo «un poderoso relato de la identidad local, que se convirtió en metonimia de la identidad valenciana. El mismo Blasco Ibáñez es un ejemplo en su obra literaria de temática valenciana de esta (con)fusión de los imaginarios de la ciudad [de Valencia] y de l'Horta con la representación de los valencianos auténticos», al mismo tiempo que se caracterizaba «por oponerse al valencianismo político, al que tildaba de reaccionario... Españolismo y regionalismo —e identidad local— eran dos caras de la misma monedad».
Con la entrada al siglo XX el regionalismo valenciano empieza a politizarse y algunos colectivos tomarían a Teodor Llorente y Lo Rat Penat como referencia primigenia, y que a la vez, serían bien vistos por los literatos conservadores, que incluso llegarían a participar del movimiento político naciente.

### Dictadura de Primo de Rivera (1923-1930)

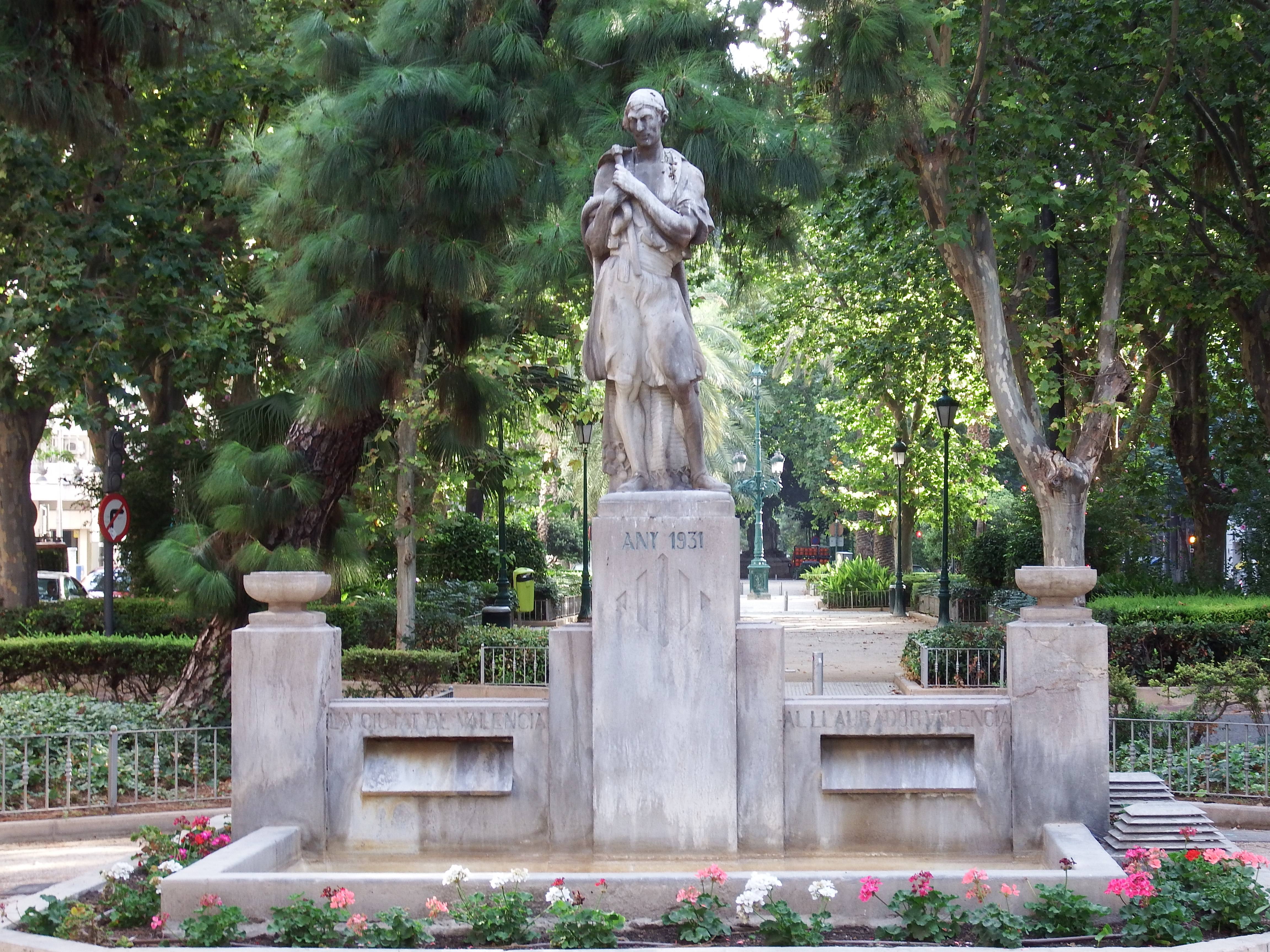
Monumento al Labrador en la Gran Vía del Marqués del Turia de Valencia (inaugurado en 1931). El «labrador» es uno de los «motivos» más utilizados en el discurso del regionalismo valenciano.

Bajo la Dictadura de Primo de Rivera el regionalismo valenciano en su versión más conservadora y «folclorizante» vivió su «momento dorado», un anticipo del que sería el regionalismo franquista. Como ha señalado Ferran Archilés, Primo de Rivera «apostó fuerte por combinar un discurso nacionalista español omnipresente con el fomento de una versión políticamente aséptica del discurso regionalista, de la región». Un hecho sintomático fue la conversión del Himno de la Exposición de 1909 en el «Himno regional», aunque Primo de Rivera se ofendía cuando la gente se ponía de pie para escucharlo y ordenó que siempre se interpretara antes la Marcha Real. Ni que decir tiene que este «regionalismo bien entendido», como lo denominaba el dictador, no implicaba ninguna fórmula de descentralización (más bien todo lo contrario como lo demostró la supresión de la Mancomunidad de Cataluña) ni dio paso al reconocimiento oficial de las regiones. Primo de Rivera también se opuso a la construcción en Valencia de un monumento que representara la región valenciana, exigiendo que fuese un monumento exclusivamente de la provincia: uno en cada capital.

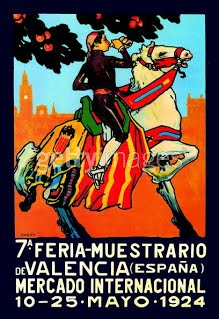
Cartel de la Feria-Muestrario de Valencia de 1924.

En enero de 1925 el alcalde de Madrid, nombrado por el dictador Miguel Primo de Rivera, hizo un llamamiento a todos los «ayuntamientos de España» para que acudieran a la capital para celebrar en el Parque del Retiro un acto de desagravio al rey Alfonso XIII, atacado por los exiliados españoles, entre ellos el valenciano Vicente Blasco Ibáñez, por haber respaldado el golpe de Primo de Rivera de 1923. El alcalde y los concejales de Valencia, todos ellos nombrados también por el dictador, acudieron al acto llevando la señera con franja azul de la ciudad. Tres años después la nueva señera —con azul— que había mandado hacer el alcalde Carlos Sousa Álvarez de Toledo, III marqués de Sotelo, fue bendecida en la catedral de Valencia por el arzobispo Prudencio Melo y Alcalde. Después fue llevada ante el monumento a Jaime I y cuando el presidente de Lo Rat Penat comenzó su discurso en valenciano fue conminado por el gobernador civil, el general Cristino Bermúdez de Castro, a hacerlo en castellano, lo que aquel obedeció inmediatamente.

## La Segunda República (1931-1939): la Derecha Regional Valenciana

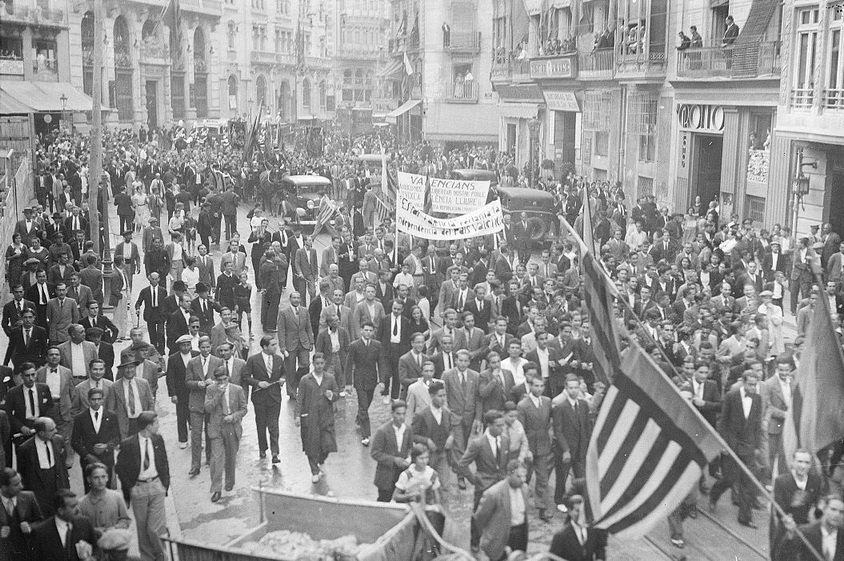
Procesión cívica del 9 de octubre celebrada en 1933, durante la Segunda República. Conmemora la entrada en Valencia del rey de Aragón y conde de Barcelona Jaume I el 9 de octubre de 1238. La bandera de la ciudad es llevada desde el Ayuntamiento a la plaza donde se encuentra la estatua ecuestre de Jaume I, el fundador del reino de Valencia.

Buena parte de los regionalistas valencianos quedaron decepcionados con la Dictadura de Primo de Rivera por su «incomprensión del problema regionalista». Así lo denunció en 1930 Teodoro Llorente Falcó, director del diario Las Provincias e hijo del patriarca de la Renaixença valenciana Teodoro Llorente Olivares:

Parece que hay empeño en empujar a Valencia por caminos por lo que nunca pensó entrar. En nuestra región se ha sentido siempre un regionalismo templado, sin carácter alguno político. La obra del centralismo ¿por qué no decirlo?, en el transcurso de los años le hizo daño, aunque no logró nunca anular su personalidad, que continúa tan latente dentro de su alma que ha de costar poco para su resurgimiento con todo vigor.
Y esa labor de nuestro resurgimiento habremos de debérsela a nuestros gobernantes y a los orientadores de la opinión en Madrid que, en su incomprensión del problema regionalista y de su desconocimiento de las diversas personalidades que constituyen el pueblo español, no hacen más que zaherir los sentimientos de todos y de algún tiempo a esta parte muy especialmente los del pueblo valenciano.

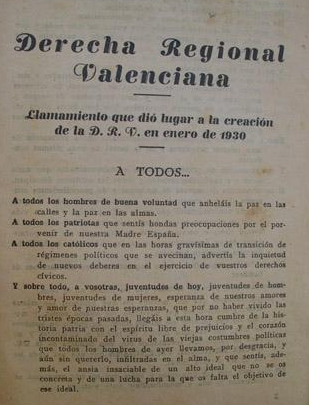
Primera página del llamamiento fundacional de la Derecha Regional Valenciana.

Esta misma línea argumental de los agravios y de la exigencia de respecto a la «personalidad regional» la siguió el católico castellonense Luis Lucia, que en marzo de ese mismo año de 1930, dos meses después de la caída de la Dictadura de Primo de Rivera, fundó la Derecha Regional Valenciana (DRV), que se convertiría en el partido hegemónico de los sectores católicos y conservadores valencianos durante la Segunda República. Creado a partir de la confluencia de grupos carlistas, agraristas, católicos y conservadores, la DRV fue el primer partido político conservador de ámbito exclusivamente valenciano.
La implantación inicial de la DRV se limitó a la ciudad de Valencia y su provincia (el órgano de prensa era el Diario de Valencia, del que Lucia había sido editor). El salto a las provincias de Castellón y de Alicante no se produjo hasta 1932 (en la primera contando con el apoyo del Diario de Castellón). Sin embargo en ellas se presentó bajo el nombre de Derecha Regional Agraria, renunciando al gentilicio común. En cualquier caso su crecimiento fue espectacular pues pasó de 29 agrupaciones en 1931 a 150 al año siguiente, y en 1934 ya contaba con 510, lo que significaba que estaba presente en más del 90 % de las localidades valencianas. Afirmaba tener entonces más de cien mil afiliados, a los que habría que sumar la rama femenina, la Acción Cívica de la Mujer, que superaba los cincuenta mil miembros.
Su mayor éxito político fueron las elecciones de noviembre de 1933 en que consiguió, integrada en la Confederación Española de Derechas Autónomas (CEDA), once escaños (dos de ellos para los carlistas). Sin embargo, su afán de aglutinar todo el voto católico y conservador (incluidos los monárquicos y los tradicionalistas) hizo que fuera girando más a la derecha alejándose de sus postulados originarios «accidentalistas» y católicos sociales y Luis Lucia tuvo cada vez más problemas para mantener su liderazgo en el partido, especialmente a partir mayo de 1935 en que entró a formar parte del nuevo gobierno de coalición radical-cedista de Alejandro Lerroux como ministro de Fomento, lo que le obligó a estar habitualmente ausente de Valencia. Para las siguientes elecciones de febrero de 1936 adoptó un programa de claro cariz corporativo y antirrepublicano y durante la campaña hizo continuas apelaciones al miedo de que España se convirtiera en una nueva Rusia si ganaba la coalición de izquierdas del Frente Popular.

## La dictadura franquista (1939-1975)
Con la victoria franquista en la guerra civil española, las derechas locales se integrarían de manera bastante activa dentro de la estructura del nuevo régimen. Esto haría que el marco simbólico del regionalismo valenciano tuviera una continuidad en la sociedad, a la vez que la dictadura franquista podía instrumentalizar este marco simbólico, cultural y referencial. De hecho, el régimen exaltó el «sano» regionalismo valenciano —muy diferente de los «regionalismos desorbitados, instrumentos de traición y de destrucción de España»—, siguiendo la estela de la Dictadura de Primo de Rivera. Así lo expresó el número dos franquista Ramón Serrano Suñer (que conocía la realidad valenciana porque había estudiado el bachillerato en Castellón de la Plana, donde había entrado en contacto con la Societat Castellonenca de Cultura) el 23 de abril de 1940, un año después de acabada la guerra civil, en un discurso pronunciado en la Albufera de Valencia:

Porque Valencia, teniendo elementos bien definidos para constituir una unidad regional bien caracterizada —geografía, lengua y, singularmente, un factor económico preponderante, que en definitiva ha sido el motor de los regionalismos desorbitados para convertirse bien pronto en instrumento de traición y de destrucción de España— ha sido, sin embargo, y pese a todos los autonomistas que en su tierra fueron, fiel en todo momento al destino unitario de España.

Como ha señalado Ferran Archilés, «el franquismo se construyó en tierras valencianas reutilizando los imaginarios y los relatos del regionalismo. Sin posibilidades de evolucionar, este regionalismo se fosilizó cada vez más, convirtiéndose en folclore y nostalgia. El franquismo remachó el clavo de la construcción nacional española con la subordinación de la cultura valenciana como regional y subalterna, provincial y provinciana».
Durante la posguerra, la mayoría de elementos partidarios del nacionalismo valenciano, vinculados a la izquierda en gran parte, marchan al exilio o son represaliados. Sólo la sociedad Lo Rat Penat puede mantener su actividad, y después de purgar elementos nacionalistas como Xavier Casp, las actividades de los cuales serían permitidas en cuanto que estaban impregnadas de un fuerte catolicismo. En 1943, fundarían la editorial Torre, única editorial que publicaría en idioma valenciano durante los años 40, en una situación de precariedad económica y casi-clandestinidad. Que algunas obras de la editorial Torre pasaran la censura sólo fue posible gracias a que un valencianista conservador integrado al régimen, Joan Beneyto, tuviera cargos en la oficina de censura y permitiera que las escasas obras que la editorial publicaba pasaron la censura del régimen.
Con respecto a Lo Rat Penat, permanecerá controlada por el régimen, y se dedicará a realizar tareas folclóricas, relacionadas con las fiestas valencianas y la religión. A finales de los años 40 entran a formar parte de la asociación nuevos valencianistas cómo Carles Salvador, quien empezará sus cursos de lengua.

## Período democrático (1975-actualidad)
Al acabar la dictadura, el del regionalismo era el único discurso valencianista que había disfrutado de difusión y continuidad en el tiempo, por lo que la mayoría de valencianos se sintieron representados por esta fórmula identitaria, sin que esto significara la aceptación de los valores políticos del régimen franquista, como demostraría el hecho que la izquierda triunfara a las primeras elecciones democráticas en el entonces conocido como País Valenciano. La izquierda valenciana de la transición estaba influenciada por el discurso nacionalista que, especialmente desde los años 1960 habían tenido un nuevo impulso con la aportación fundamental de Joan Fuster (y su libro Nosaltres els valencians), que representó una alternativa identitaria de fuerte carga política frente a la identidad regional. Estas dos concepciones chocarán en un momento histórico conocido como Batalla de Valencia, un periodo donde la lucha entre la izquierda y la derecha por la hegemonía política en la que acabaría llamándose Comunidad Valenciana hizo que esta última considerara el minoritario pero influyente «catalanismo» cómo un referente a batir, sobre todo por su lugar aparentemente central en el imaginario político y cultural de la izquierda de los años 70, que incorpora en este momento una vertiente valencianista que antes no tenía. A partir de este momento, la derecha conseguirá estigmatizar el políticamente débil nacionalismo valenciano, calificándolo de «catalanista», a la vez que conseguirá relacionar de manera exitosa al anticatalanismo con el regionalismo valenciano. Aparecería entonces el blaverismo, un tipo de regionalismo marcadamente anticatalanista, y que practicaría un secesionismo lingüístico del valenciano respecto al resto de hablas de la lengua catalana.

### El «blaverismo»

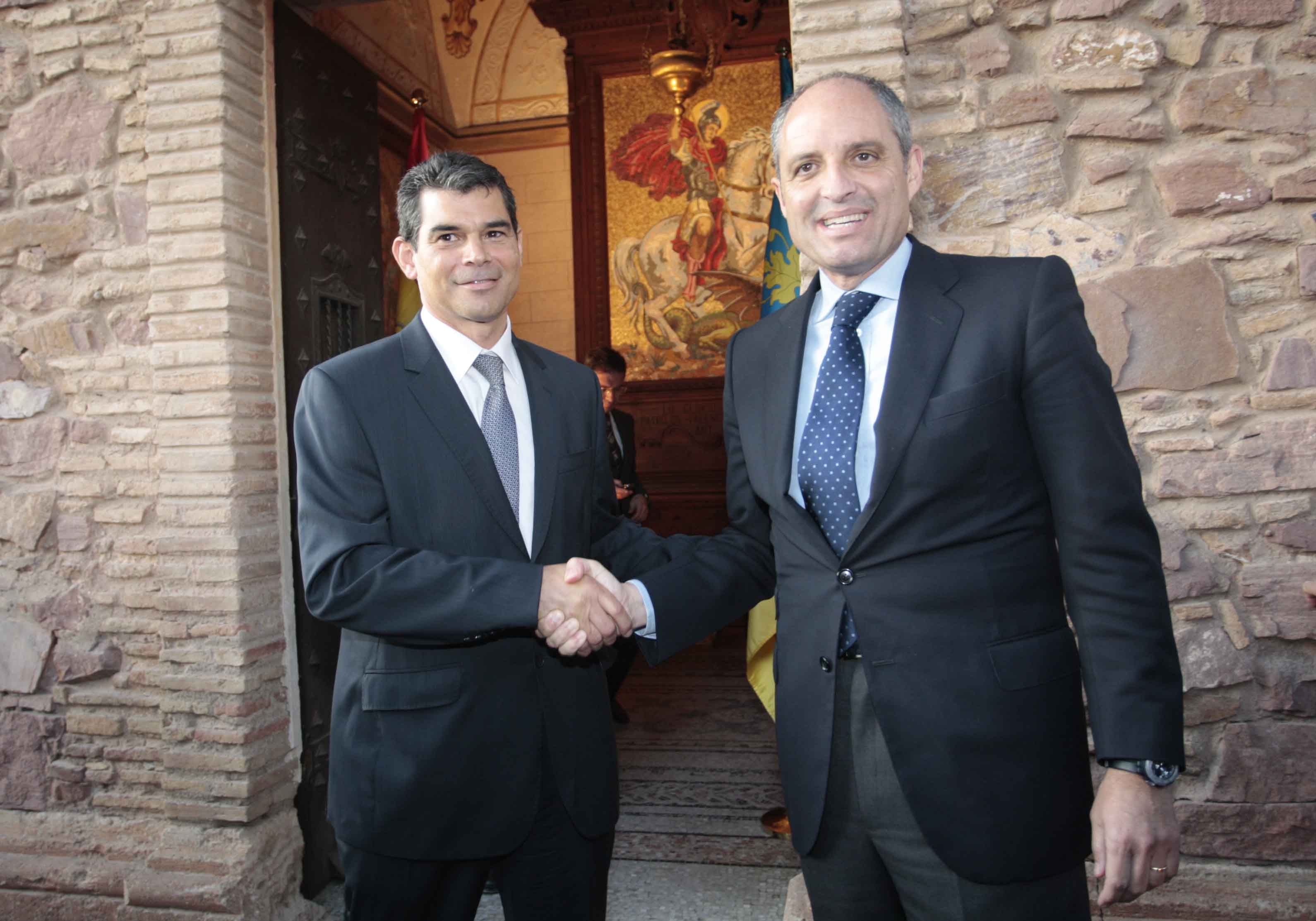
Francisco Camps y José Manuel Miralles, en el acto dónde Unió Valenciana anunció su asociación con el PPCV.

El blaverismo (en valenciano, blaverisme) es un movimiento político regionalista surgido a finales de los años 1970 como reacción al nacionalismo valenciano,  y más concretamente al discurso fusteriano del mismo. La denominación, originariamente despectiva, debe de su nombre al color azul de la franja vertical de la Senyera coronada valenciana, defendida entonces como bandera de la Comunidad por las corrientes regionalistas o de derechas, que finalmente conseguirían hacer de ella la bandera oficial de la Comunidad Valenciana.
Su principal representante político sería Unión Valenciana, partido político conservador fundado en 1982. Junto a su líder, Vicente González Lizondo, este partido anticatalanista y regionalista sería la principal fuerza política de ámbito estrictamente valenciano durante los años 1980 y 1990, llegando a sacar más del 10% de votos en las elecciones a las Cortes Valencianas de 1991. Aun así, Unión Valenciana tendría en su seno minorías nacionalistas, liberales e incluso progresistas que harían cambiar los posicionamientos del partido, especialmente durante la presidencia de Héctor Villalba, que en las elecciones a las Cortes Valencianas de 1999 quedaría fuera del parlamento valenciano después de intentar infructuosamente encontrar un espacio propio para el partido respecto al Partido Popular, principal partido conservador español, y que en la Comunidad Valenciana asumiría parte del discurso regionalista y anticatalanista del blaverismo, absorbiendo a partir de la segunda mitad de la década de 1990 y durante toda la década de 2000 a muchos cuadros de Unión Valenciana, partido que finalmente sería fagocitado antes de las elecciones a las Cortes Valencianas de 2011. En el año 2021, Vicente González-Lizondo Sánchez, hijo del que fuera fundador de Unión Valenciana, promovió un partido de nombre 'Valéncia Unida' (VLC Unida), presentándose como de posición política centrada y moderada y sobre todo de estricta obediencia valenciana.